# Joanis Burusis
Joanis (Janis) Burusis (gr. Ιωάννης (Γιάννης) Μπουρούσης, Iōánnīs (Giánnīs) Bouroúsīs; ur. 17 listopada 1983 w Karditsie) – grecki koszykarz występujący na pozycji środkowego. Aktualnie jest zawodnikiem hiszpańskiego Herbalife Gran Canaria.

## Kariera klubowa
Burusis początkowo trenował pływanie, jednak później ze względu na swój duży wzrost rozpoczął grę w koszykówkę. Profesjonalną karierę zawodniczą rozpoczął w 2001 roku, podpisując swój pierwszy zawodowy kontrakt z AEK Ateny. W stolicy Grecji spędził pięć lat, po czym został sprzedany do FC Barcelony. Jego pobyt w stolicy Katalonii nie okazał się jednak zbyt długi i po kilku miesiącach powrócił do ojczyzny, zasilając Olympiakos Pireus.
Po trzech sezonach w barwach Olympiakosu, w 2009 zainteresowanie graczem wykazywało San Antonio Spurs, które oferowało zawodnikowi 12 mln euro za 3 lata gry w NBA. Do transferu jednak nie doszło, a Burusis w Pireusie spędził dwa kolejne sezony. W 2011 roku zawodnik podpisał kontrakt z włoskim Armani Jeans Mediolan, którego barwy reprezentował przez następne dwa lata. W lipcu 2013 roku odszedł do Realu Madryt.
20 lipca 2019 dołączył do hiszpańskiego Herbalife Gran Canaria.

## Kariera reprezentacyjna
Burusis swoją reprezentacyjną przygodę rozpoczął już w kategoriach juniorskich. W 2002 roku zdobył na Litwie Mistrzostwo Świata U-20. Trzy lata później, już jako pełnoprawny zawodnik seniorskiej reprezentacji Grecji, zdobył złoty medal na Mistrzostwach Europy, które rozgrywane były w Serbii i Czarnogórze. W 2009 roku poprowadził swoją reprezentację do brązowego medalu podczas rozgrywanego w Polsce EuroBasketu.

## Osiągnięcia
Stan na 21 lipca 2019, na podstawie, o ile nie zaznaczono inaczej.
Drużynowe
- Mistrz:
  - Euroligi (2015)
  - Grecji (2002, 2017)
  - Hiszpanii (2015)
- Wicemistrz:
  - Euroligi (2010, 2014)
  - Włoch (2012)
  - Grecji (2003, 2005, 2007–2011)
  - Hiszpanii (2014)
- 4. miejsce:
  - w Eurolidze (2016)
  - podczas mistrzostw Hiszpanii (2016)
- Zdobywca:
  - pucharu:
    - Grecji (2010, 2011, 2017)
    - Hiszpanii (2014, 2015)

  - Superpucharu Hiszpanii (2013, 2014)
- Finalista Pucharu Grecji (2008, 2009)

Indywidualnie
- MVP:
  - hiszpańskiej Ligi Endesa (2016)
  - greckiego All-Star Game (2009)
  - miesiąca Euroligi (marzec 2016)
  - tygodnia Euroligi (10 – 2014/15, 2, TOP 16 – 4, 10, 13 – 2015/16)
  - meczu Euroligi (nr 2 play-off – 2013/14)
- Uczestnik greckiego meczu gwiazd (2006–2011)
- Zaliczony do:
  - I składu:
    - Euroligi (2009, 2016)[6]
    - ligi greckiej (2008, 2009, 2011)
    - Ligi Endesa (2016)
- Lider Euroligi w:
  - zbiórkach (2009, 2016)
  - skuteczności rzutów za 2 punkty (2007)

Reprezentacja
- Mistrz:
  - Europy (2005)
  - Europy U-20 (2002)
- Brązowy medalista mistrzostw Europy (2009)
- Uczestnik:
  - mistrzostw świata (2010 – 11. miejsce, 2014 – 9. miejsce)
  - mistrzostw Europy (2005, 2007 – 4. miejsce, 2009, 2011 – 6. miejsce, 2013 – 11. miejsce, 2015 – 5. miejsce)
  - igrzysk olimpijskich (2008 – 5. miejsce)